# Собень (замок)
Замок Соб'єн (Собан 1372, кастро Собиен 1460) — середньовічний замок на прадавніх етнічних українських територіях Бойківщини, над Сяном . Руїни зараз знаходяться в с. Монастирець Ліського повіту Підкарпатського воєводства.

## Історія
Ймовірно, замок-фортеця був закладений в період розквіту Галицько-Волинського Князівства XII–XIII ст. В польських документах вперше згадується, як Собан (Soban), королівська власність. В 1389 замок був наданий Владиславом ІІ роду Кмітів. В 1434 — згадка про капличку замкову.
В 1474 році замок був знищений угорськими військами. Згодом відбудований, замок знову знищили угорці в 1512. Незабаром після цього Кміти переносять свою резиденцію до замку в м. Лісько, а спустошений замок Соб'єн залишився в руїнах. Пізніше знову відбудований.
З 9 на 10 травня 1946 року під пагорбом Соб'єна відбулася одна з найбільших після другої світової війни партизанських сутичок — бій бронепоїзда Panzertriebwagen 16 з сотнями УПА Василя Шишканинця (псевдо-Біра), Стаха і Степана Стебельського (псевдо-Хрін).

### Власники
- Галицькі князі
- Стефан — син Войоста з Собніва в 1359 отримав замок.
- 1389–1580 Кміти гербу Шренява.
- 1580–1713 Стадницькі гербу Шренява.
- 1713–1803 Оссолінські, Мнішеки.
- 1803–1939 Красицькі, Юлія Тереза Вандалін-Мнішек.

## Стан на сьогодні
На пагорбі, який поріс лісом, над Сяном — залишки оборонних мурів, будинків і сліди валів замку.

## Природа
Місце, де стояв замок, є цікавим природним об'єктом. З 1970 року — це природний резерв Гора Соб'єн.